# Henri Marteau
Henri Marteau (Reims, 31 marzo 1874 – Lichtenberg, 3 ottobre 1934) è stato un violinista e compositore francese naturalizzato svedese.

## Biografia
Henri Marteau nacque a Reims, in Francia. Era di origine franco-tedesca. Iniziò a studiare il violino col padre. 
Camillo Sivori, ascoltò Henri in giovane età e probabilmente gli diede qualche lezione. Marteau proseguì gli studi con Hubert Léonard e Jules Garcin al Conservatorio di Parigi
Debuttò nel 1884 sotto la direzione di Hans Richter. Nel 1892 ottenne il premier prix al Conservatorio di Parigi. Seguirono una serie di tournée in Europa e negli Stati Uniti. 
Entro a far parte dell’Accademia svedese di musica nel 1900, ma dal 1901 si trasferì a Ginevra per dedicarsi all'insegnamento. Marteau prese il posto di Joseph Joachim alla Hochschule di Berlino, dove insegnò fino al 1914; dopo essere stato espulso dalla Germania, Marteau si trasferì in Svezia. A Berlino, costituì un’altra formazione per quartetto d'archi. Nel 1920 assunse la cittadinanza svedese
Nel dopoguerra, oltre all’attività di concertista, proseguì l’insegnamento a Praga, poi a Lipsia, e successivamente a Dresda.   
Marteau è stato anche un compositore; ha pubblicato circa 43 composizioni. Diversi compositori hanno scritto appositamente per lui ed alcune di queste composizioni sono state suonate in prima esecuzione dallo stesso Marteau. Morì a Lichtenberg in Baviera il 3 ottobre 1934.

## Scritti
- Bogenstudien, Berlin, Simrock, 1910